# Fanfreundschaft
Als Fanfreundschaften werden freundschaftliche Beziehungen zwischen den Fanszenen verschiedener Sportvereine bezeichnet.

## Motive
Für eine Fanfreundschaft gibt es unterschiedliche Motive. Sie kann beispielsweise als Bündnis gegen einen gemeinsamen Rivalen oder im Zuge eines denkwürdigen Spiels entstehen.

## Form
Insbesondere bei direkten Aufeinandertreffen der beteiligten Vereine werden die Fanfreundschaften gepflegt. Darüber hinaus werden meist auch Spiele des jeweils anderen Vereins besucht, vor allem wenn dieser ein Auswärtsspiel in der Region des anderen bestreitet. Vor oder nach dem Spiel feiern die Fans oftmals gemeinsam und während des Spiels bringen sie ihre Verbundenheit mit Plakaten, Sprechchören oder Choreografien zum Ausdruck. Vertreter des „befreundeten“ Vereins werden häufig auch bei offiziellen Veranstaltungen wie Vereinsjubiläen eingeladen.

## Probleme
Fanfreundschaften schlafen nicht selten auch wieder ein, vor allem, wenn die Wege zweier Clubs in deutlich verschiedene Richtungen gehen oder die beiden Vereine plötzlich in Konkurrenz um Titel oder den Klassenerhalt gegeneinander stehen. Es gibt zudem etliche Fanfreundschaften, die auf beiden Seiten nur von einem Teil der Fans gepflegt, von anderen hingegen abgelehnt werden.

## Bekannte Beispiele beim Fußball
In Deutschland sind Fanfreundschaften vorzugsweise zwischen den Anhängern von Fußballmannschaften zu beobachten. Es gibt aber auch Fanfreundschaften in anderen Sportarten.

### FC Schalke 04
Die wohl bekannteste Fanfreundschaft im deutschsprachigen Raum ist die Fanfreundschaft zwischen dem FC Schalke 04 aus der nordrhein-westfälischen Großstadt Gelsenkirchen und dem fränkischen 1. FC Nürnberg. In der Anfangszeit des deutschen Fußballs noch sportliche Rivalen gewesen, freundeten sich die Fanlager beider Vereine in den 1980er Jahren, auch unabhängig von der Ligazugehörigkeit, an. Eine Verbindung beider Vereine auf professioneller Ebene wurde zudem am letzten Spieltag der Zweitligasaison 2021/22 erkennbar, als das ganze Wochenende mit Programmen beider Vereine auf Vereinsebene organisiert wurde. Darunter zählten auch Spiele zwischen beiden Jugendabteilungen.
Schalke pflegt zudem noch kleinere Fanfreundschaften zum niederländischen FC Twente und dem mazedonischen Vardar Skopje, letztere seit 2004.

### Hamburger SV
Der HSV pflegt zu einigen Vereinen, national wie international Fanfreundschaften. Darunter zählen auf nationaler Ebene beispielsweise Hannover 96 oder Arminia Bielefeld, auf internationaler Ebene der FC Kopenhagen oder die Glasgow Rangers.
Zum 150. Geburtstag des Rangers FC besuchte das Maskottchen des HSV Glasgow, um die Glückwünsche im Namen des HSV auszusprechen, zudem wurde die Fanfreundschaft auch auf offizieller Clubebene gefestigt.

### Hertha BSC
Zu den ältesten Fanfreundschaften Deutschlands zählt diese zwischen dem Berliner Sport Club und dem Karlsruher SC. Womöglich seit 1976 existent, ist diese bis heute aktiv.
Weniger ausgeprägte Freundschaften sollten zum Malmö FF und Racing Straßburg existieren.

### Rot-Weiss Essen
Rot-Weiss Essen pflegt(e) eine Fanfreundschaft zum benachbarten Borussia Dortmund, inszeniert durch die gemeinsame Rivalität zum FC Schalke 04. Bei einem DFB-Pokal-Spiel in der Saison 1982/83 gab es jedoch eine intensivere Auseinandersetzung. Heutzutage besteht eine Freundschaft der Ultras von RWE zu Teilen der Fanszene des BVB sowie des 1. FC Köln.
Eine weitaus bekanntere und ältere Freundschaft existiert zwischen dem RWE und dem SV Werder Bremen. Die seit 1994 existierende Fanfreundschaft gilt als eine der ältesten Deutschlands. Die Freundschaft geht auf das DFB-Pokalfinale 1994 zurück, als sich Fans beider Lager trafen und sich gegenseitig austauschten.

### 1. FC Saarbrücken
Der 1. FC Saarbrücken hat laut der Fans Freundschaften allgemeine Sympathien zu AS Nancy und Austria Salzburg.

### Alemannia Aachen
Alemannia Aachen pflegt eine Fanfreundschaft zu Roda Kerkrade.

### FC St. Pauli
Der FC St. Pauli pflegt Fanfreundschaften unter anderem zu SV Werder Bremen und FC Bayern München. Der VfL Bochum 1848 und der FC Bayern München pflegen eine Fanfreundschaft. Vor allem die Ultras Bochum 99 und die Schickeria lassen sich bei Spielen in der Bundesliga Aktionen einfallen.